# Soft Power (radio)
"Soft Power, le magazine des industries créatives et du numérique" de France Culture, créé en septembre 2006, et nommé jusqu'en juillet 2011 Masse Critique, est une émission radiophonique française produite et présentée par Frédéric Martel. L'émission est diffusée en direct sur France Culture tous les dimanches de 18h00 à 20h00 ,[réf. à confirmer]. Elle est aujourd'hui l'une des émissions de référence sur les médias, le numérique et les industries culturelles.

## Équipe
L'émission est le plus ancien programme sur les industries culturelles, les médias et le numérique de Radio France.
Au fil des années, elle a compté de nombreux chroniqueurs (Emmanuel Paquette, Pierre Haski, Florent Latrive, Zoé Sfez, Enguerand Renault, Françoise Benhamou, Zoé Sfez etc.), ainsi que de nombreux collaborateurs (Mathilde Wagman, Théo Corbucci, Aziz Ridouan, Mathias Mégy, David Lavaud, Nathan Marcel-Millet, David Pata etc.) et réalisateurs (Peire Legras, Thomas Beau, Anne-Laure Chanel, Alexandra Malka etc.).
Elle se déroule en direct chaque dimanche depuis le studio 167 de la Maison de Radio France.

## Histoire
L'émission est consacrée au décryptage des industries culturelles, des médias et du numérique, souvent dans une perspective internationale (d'ou son nom : le Soft power est, notamment, l'influence par la culture, les médias ou le "pouvoir doux").
L'émission était initialement programmée le samedi matin en direct de 8 heures à 9 heures. À partir de la rentrée 2009, l'émission est allongée de dix minutes et récupère le créneau actuel du dimanche ; en 2017, elle a été élargie jusqu'à 20h30 ; en 2018, elle repasse de 18h à 19h30. L'émission s'est retrouvée programmée face au Grand Jury de RTL et juste avant Le Masque et la Plume de France Inter. Elle est aujourd'hui en direct le dimanche de 18h00 à 20h00.
Le 4 septembre 2011, l'émission appelée Masse Critique a été renommée Soft Power.
A la rentrée 2020, une nouvelle séquence dans Soft Power, "Le Village global", est diffusée à 19h30.
A la rentrée 2021, une nouvelle séquence est introduite en ouverture d'émission, le "Box office".